# Karinaikanahalli, Malur
Karinaikanahalli là một làng thuộc tehsil Malur, huyện Kolar, bang Karnataka, Ấn Độ.